# Ranunculus aduncus
Ranunculus aduncus är en ranunkelväxtart som beskrevs av Jean Charles Marie Grenier och Godron. Ranunculus aduncus ingår i släktet ranunkler, och familjen ranunkelväxter. Inga underarter finns listade i Catalogue of Life.